# منطقة يان نوى
منطقة يان نوى (بالإنجليزية: Yan Nawa District)‏ هي منطقة من مناطق بانكوك. يبلغ عدد سكانها 81162 نسمة وذلك حسب إحصائيات سنة 2004. تبلغ مساحتها 16.662 كم².

الموقع في بانكوك